# Grande tirata
La Grande Tirata è una manifestazione a carattere religioso-popolare che si svolge ogni sabato che precede la terza domenica di settembre a Mirabella Eclano in provincia di Avellino (Campania), in onore della Madonna Addolorata.
Quest'attività folcloristica consiste nel trasporto per le vie della città (in particolare dalla zona Santa Caterina fino al borgo del paese) di un obelisco alto 25 metri completamente rivestito da paglia intrecciata lavorata completamente a mano dagli artigiani del posto.
È una delle manifestazioni più famose e seguite dell'Italia meridionale, molto simile alla Festa dei Gigli di Nola come concettualità ma, a differenza della festa nolana, qui l’obelisco viene trainato da buoi e sorretto grazie a delle funi tirate dagli abitanti del luogo.
Si registra mediamente ogni anno una partecipazione alla manifestazione di circa 20.000 persone tra gli abitanti del posto e turisti.
La festa di Mirabella, insieme a manifestazioni simili dei comuni di Fontanarosa, Flumeri, Villanova del Battista, San Marco dei Cavoti, Foglianise e Jelsi, è parte della comunità patrimoniale delle feste del grano, nel cui ambito è in corso un progetto di patrimonializzazione UNESCO vincitore di bando e finanziato dalla regione Campania dal titolo Rituali e carri artistici del grano. Ricerche e studi finalizzati all’elaborazione di un dossier di candidatura di rete per l’iscrizione nella Lista rappresentativa del patrimonio culturale immateriale dell'umanità.

## Descrizione delCarro
Il Carro ha struttura in legno, costituita da 23 travi soprapposte secondo una tecnica che conferisce flessibilità, ma anche praticità di montaggio e smontaggio. Mediante opportuna disposizione delle travi, si creano 7 piani ognuno dei quali, procedendo dal basso verso l'alto, è più basso del precedente; gli ultimi tre registri costituiscono la cupola, sulla cui cima, è fissata la statua della Madonna Addolorata.
Il primo registro è alto sei metri, quelli intermedi si rimpiccioliscono proporzionalmente per terminare con il settimo registro alto un metro e mezzo. 
Tutta l'apparecchiatura è fissata su un carro simili a quelli che si usavano molti anni fa in agricoltura, da cui l’obelisco prende il suo nome.
Il carro è trainato da 6 coppie di buoi di stazza imponente nonché da un trattore. L'obelisco è mantenuto in equilibrio da 38 funi di canapa da 50 metri ciascuna 
"tirate" dai funaioli, abitanti e turisti che con canti, balli, cori e musica sostengono la struttura e colorano la grande giornata di festa.

### Dati tecnici
- Altezza: 25 metri
- Numero travi: 23
- Numero registri: 7 + statua della Madonna in cima
- Numero dei buoi trainanti: 12 disposti in 6 coppie
- Materiale: struttura in legno e rivestimento in paglia intrecciata
- Direttore artistico: Giotto Faugno
- Numero delle funi di sostegno: 38 ognuna lunga 50 m.

## Museo Civico delCarro

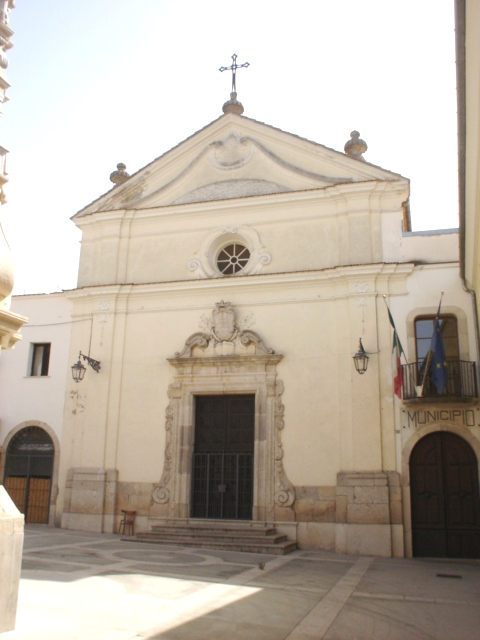
L'edificio sede del museo

Nel 2005 fu aperto al piano terra del complesso monumentale di San Francesco (attuale sede del Municipio) il museo dedicato all'obelisco. Esso accoglie vari pezzi e pannelli di paglia lavorata destinati alla costruzione del “Carro”: sia quelli ancora usati per il montaggio dell’obelisco per la “Grande Tirata”, sia quelli più antichi e logorati non più usati per la manifestazione. Una mostra fotografica completa il percorso illustrando la storia del carro e le varie fasi della lavorazione e costruzione dell’obelisco e dello svolgersi della manifestazione.

## Galleria d'immagini

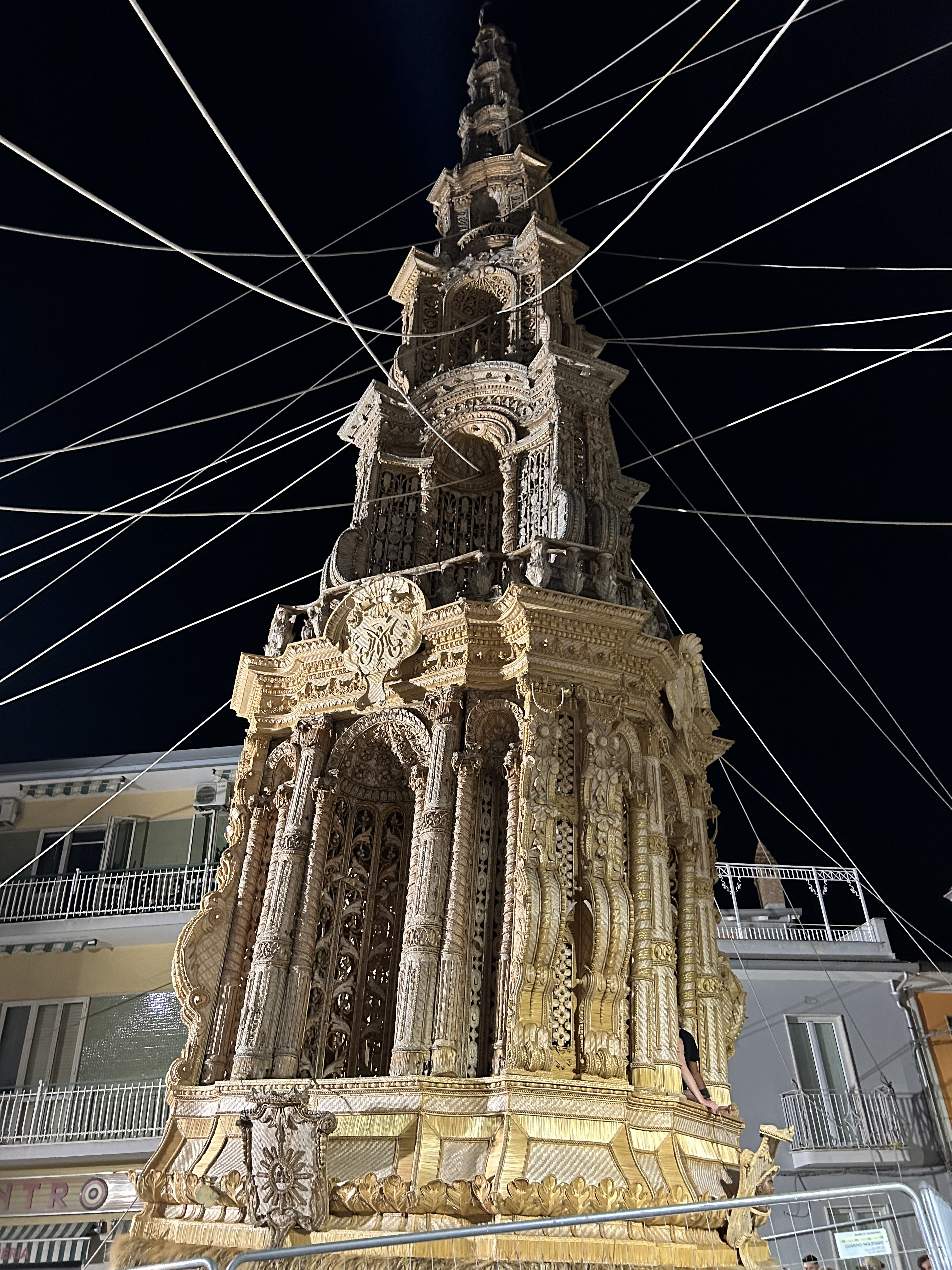
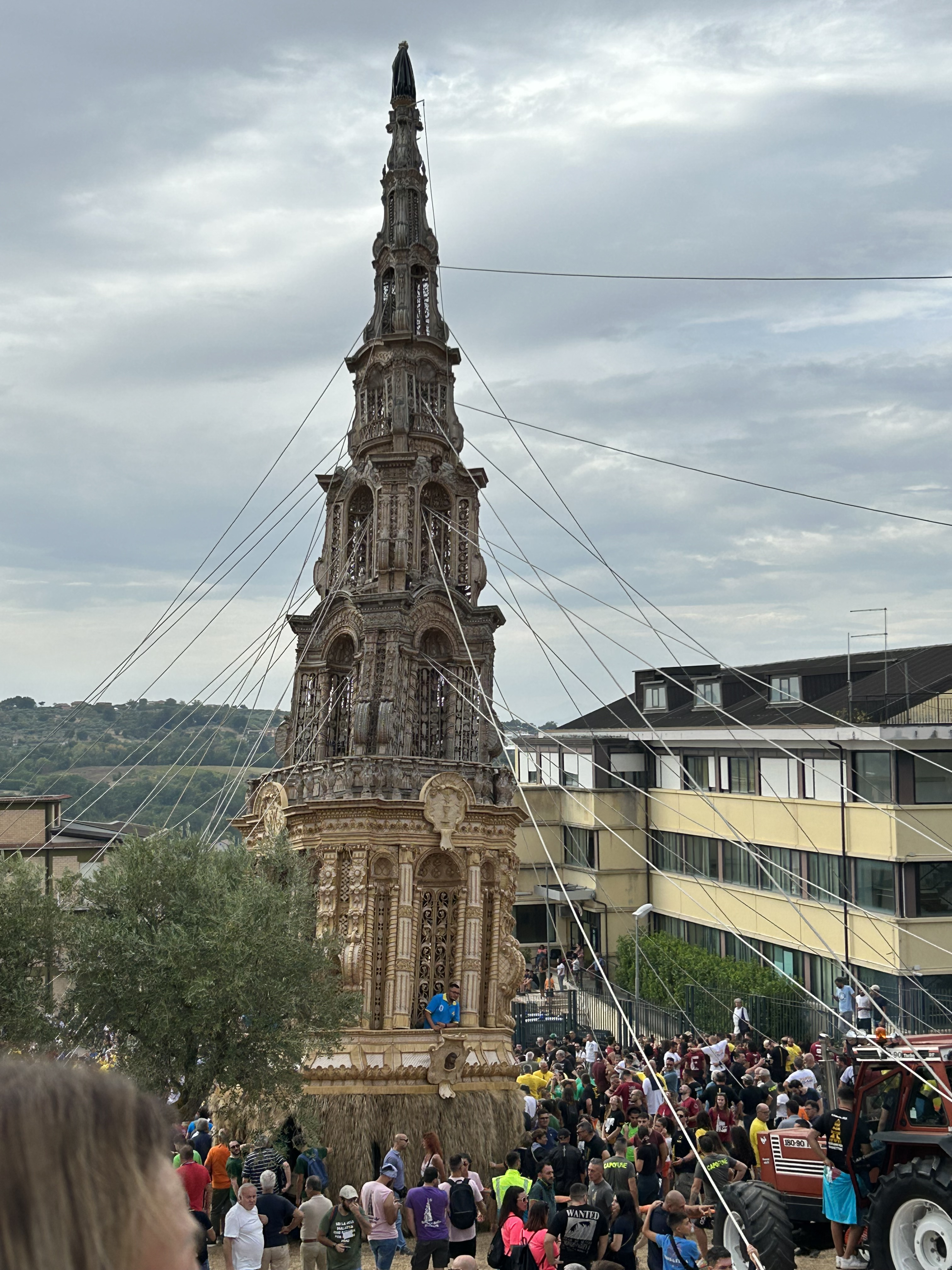
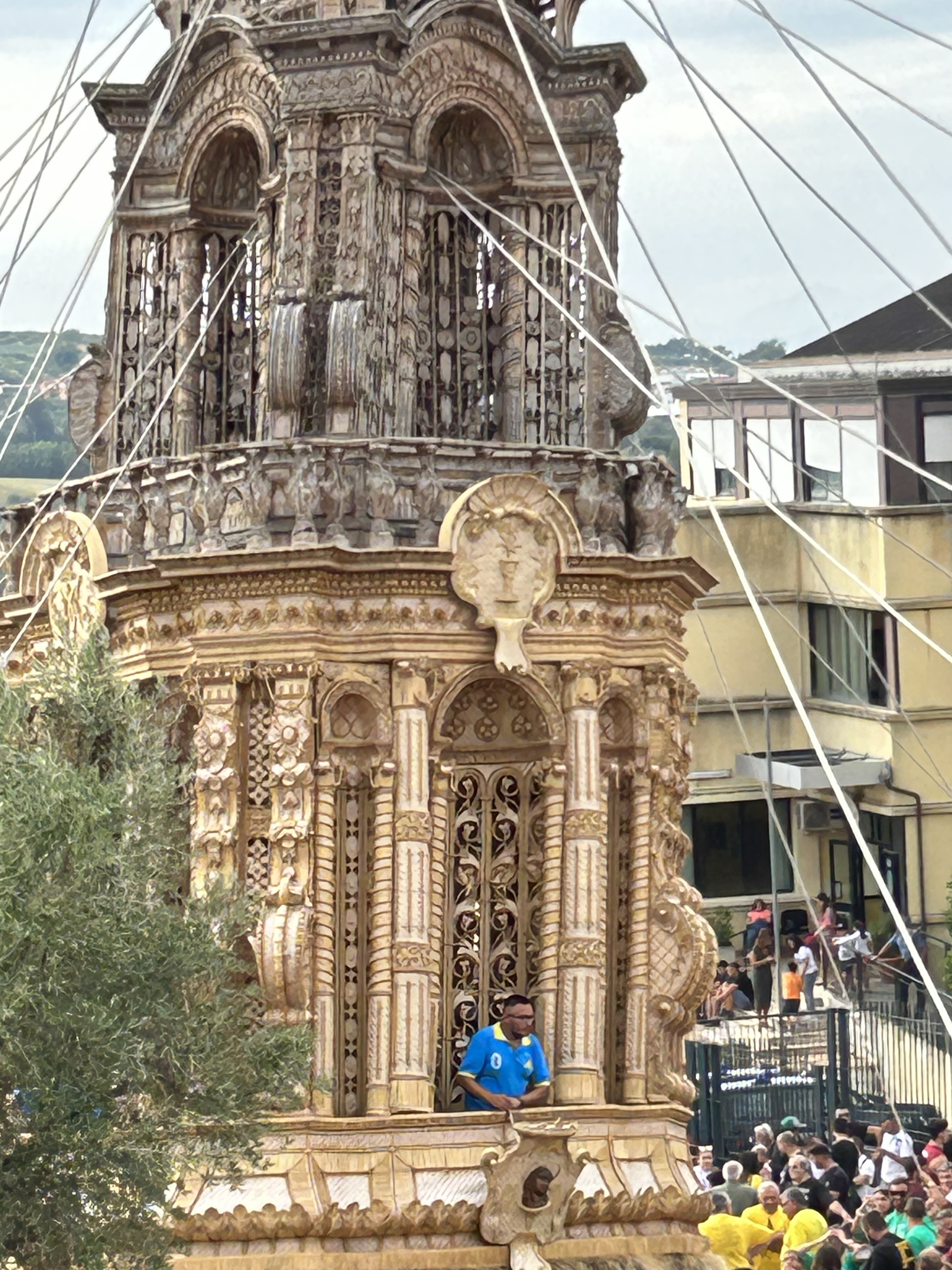
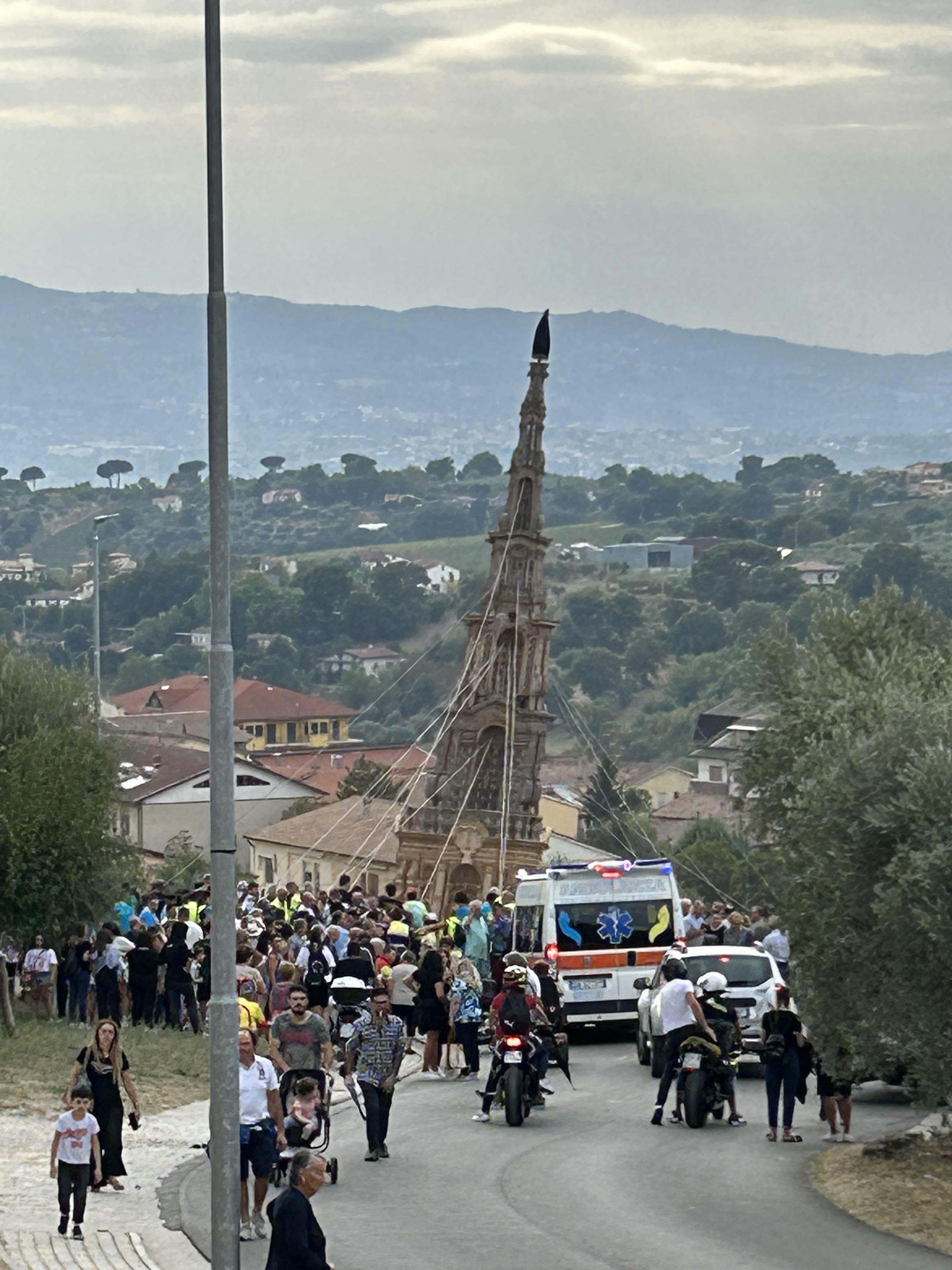

Le tre immagini seguenti non si riferiscono invece alla grande tirata di Mirabella ma ai gigli di Flumeri e Villanova del Battista e al carro di Fontanarosa, tradizioni simili di comuni della stessa provincia:

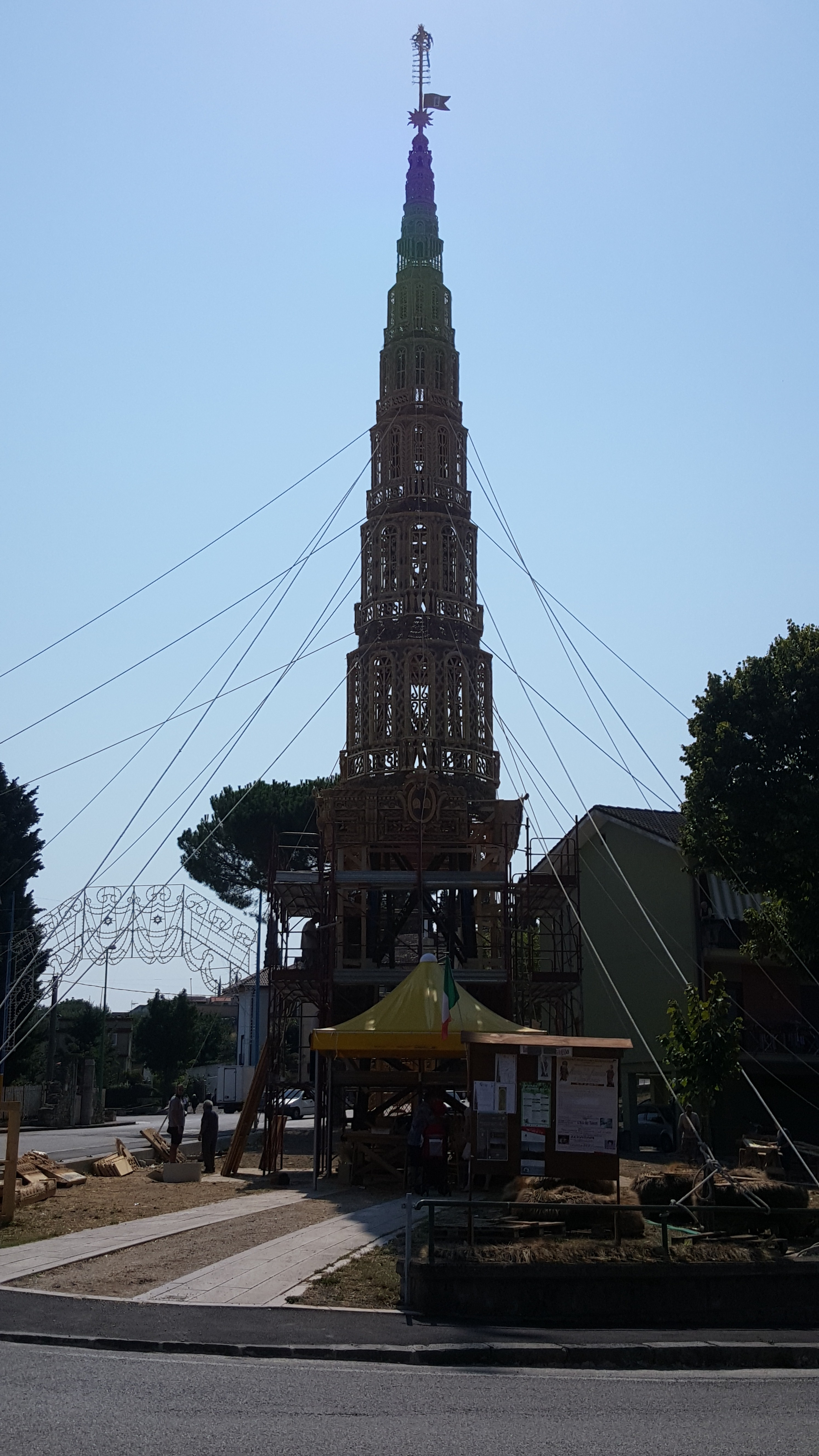
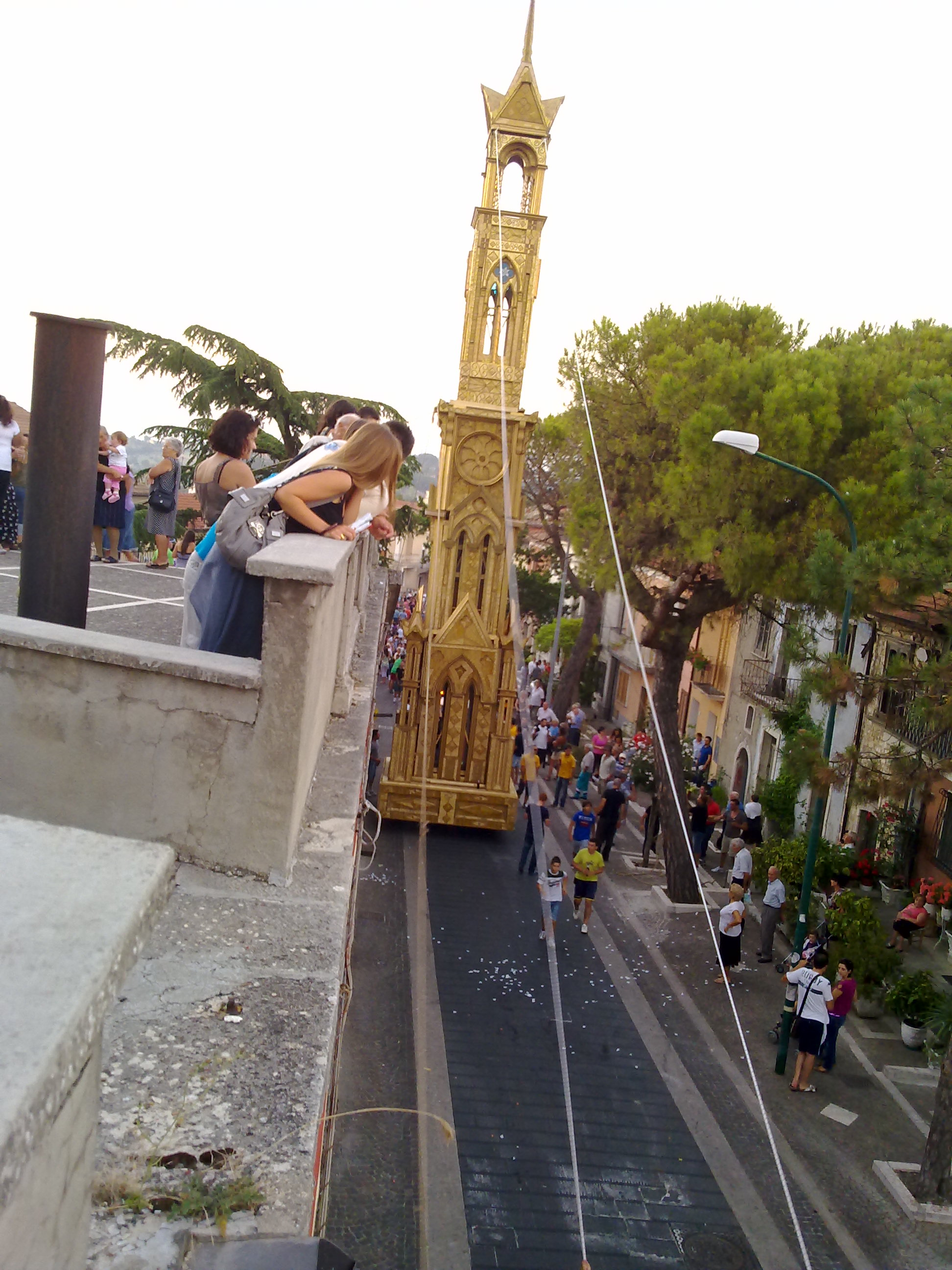
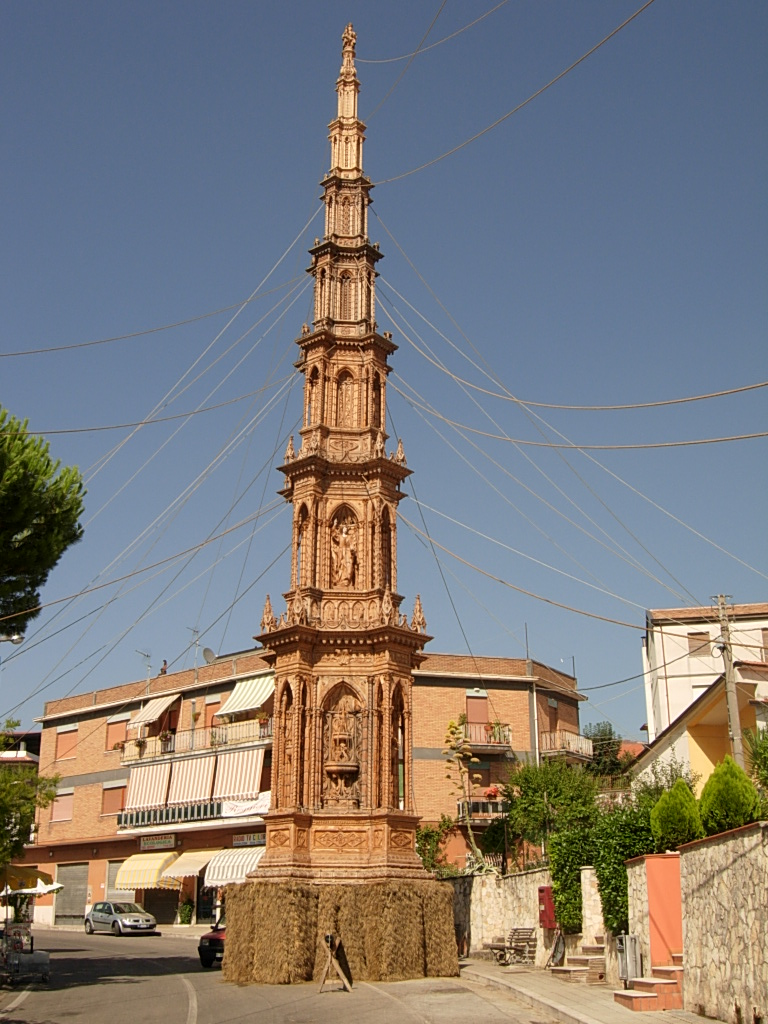